# West Sussex
West Sussex ist eine Grafschaft im Süden Englands. Sie grenzt an East Sussex (mit Brighton and Hove), Hampshire und Surrey. Die traditionelle Grafschaft Sussex wurde bereits 1888 in zwei Verwaltungsgebiete mit eigenen Hauptorten geteilt. Bis 1974 blieb Sussex eine eigenständige zeremonielle Grafschaft, doch dann erhielten East Sussex und West Sussex jeweils eigene Lord Lieutenants. Der Verwaltungssitz von West Sussex befindet sich in Chichester.

## Städte und Orte
- Amberley, Angmering, Ardingly, Arundel
- Balcombe, Bignor, Billingshurst, Binderton, Bognor Regis, Bosham, Botolphs, Boxgrove, Bramber, Burgess Hill
- Chichester, Clapham, Cocking, Compton, Coombes, Crawley, Cuckfield
- East Dean, East Grinstead, East Wittering
- Fernhurst, Ferring, Findon, Fulking
- Goring-by-Sea
- Halnaker, Handcross, Haywards Heath, Henfield, Horsham, Horsted Keynes, Houghton, Hurstpierpoint
- Itchenor
- Keymer
- Lancing, Lindfield, Littlehampton, Lodsworth, Lurgashall
- Middleton-on-Sea, Midhurst
- Northchapel
- Pease Pottage, Petworth, Prinsted, Pulborough
- Rustington
- Selsey, Shipley, Shoreham-by-Sea, Singleton, Slaugham, Slindon, South Harting, Southbourne, Southwick, Stedham, Steyning, Storrington
- Three Bridges
- Upper Beeding
- Walderton, Washington, West Chitlington, West Dean, Westbourne, West Grinstead, Woodmancote, Worthing

## Sehenswürdigkeiten
- Amberley Museum
- Amberley Museum Railway
- Arundel Castle
- Arundel Cathedral
- Barnham Windmill
- Bignor Roman Villa
- Bluebell Railway
- Boxgrove Quarry
- Bramber Castle
- Chichester Cathedral
- Christ’s Hospital (Independent School)
- Cissbury
- Cowdray Park
- Devil’s Dyke
- Devil’s Humps
- East Head
- Edburton Castle Ring
- Fishbourne Roman Palace
- Fitzalan Chapel
- Flughafen London-Gatwick
- Goodwood House
- High Street in East Grinstead, längste zusammenhängende Häuserzeile von Fachwerkhäusern in England
- Nore Folly
- Nymans, Parkanlage nordwestlich von Haywards Heath, seit 1953 im Besitz des National Trusts
- Ouse Valley Viaduct
- Pallant House Gallery, Kunstmuseum
- River Arun
- River Rother
- Selsey Bill
- South Downs
- South-Downs-Nationalpark
- South Downs Way
- Standen
- Stansted House
- Wakehurst Place

## Kulinarische Spezialitäten
- Steak and Kidney Pie